# Polyphaga
Pour les articles homonymes, voir Polyphage.
Sous-ordre
Les Polyphages (Polyphaga) sont un sous-ordre d'insectes coléoptères.
Les Polyphages sont le sous-ordre le plus répandu et le plus diversifié de coléoptères dans le monde. Il comprend 144 familles dans 16 super-familles, et montre une grande variété de spécialisations et d’adaptations à travers plus de 300 000 espèces décrites soit environ 90 % des espèces de coléoptères découvertes jusqu’ici.

## Liste des infra-ordres
Selon ITIS (4 avril 2018) :
- infra-ordre Bostrichiformia Forbes, 1926
- infra-ordre Cucujiformia Lameere, 1938
- infra-ordre Elateriformia Crowson, 1960
- infra-ordre Scarabeiformia Crowson, 1960
- infra-ordre Staphyliniformia Lameere, 1900